# Phrurolithus nipponicus
Espèce
Phrurolithus nipponicus est une espèce d'araignées aranéomorphes de la famille des Phrurolithidae.

## Distribution
Cette espèce est endémique du Japon.

## Étymologie
Son nom d'espèce lui a été donné en référence au lieu de sa découverte, le Japon.

## Publication originale
- Kishida, 1914 : Japanese spiders (10). Kagaku-sekai, vol. 8, p. 123-128.